# Back to Black
Back to Black este al doilea album de studio al artistei engleze Amy Winehouse, lansat pe 4 octombrie 2006 prin Island Records. Este totodată ultimul album al artistei. Albumul conține elemente din muzica soul a anilor '60 dar și de R&B modern  iar versurile subiective se referă la relațiile artistei dar și la experiențele acesteia cu alcoolul, sexul și drogurile. Discul a produs câteva singleuri printre care "Rehab", "You Know I'm No Good", "Back to Black", "Tears Dry on Their Own" și "Love is a Losing Game". Back to Black a primit recenzii pozitive din partea criticilor muzicali și a fost lăudat pentru influențele de soul clasic, producția asigurată de Salaam Remi și Mark Ronson dar și pentru textele lui Winehouse și stilul emotiv de a cânta al acesteia.
La cea de-a 50-a ceremonie de decernare a premiilor Grammy, Back to Black a primt cinci premii, Amy Winehouse deținând recordul (cu Lauryn Hill, Alicia Keys, Beyonce Knowles, Norah Jones și Alison Krauss) pentru a doua cea mai premiată artistă într-o singură ceremonie. Albumul a câștigat premiul pentru cel mai bun album pop vocal al anului în timp ce "Rehab" a câștigat la categoria "cea mai bună prestație pop vocală feminină", "cântecul anului" și "discul anului" iar Winehouse a câștigat la categoria "cel mai bun nou artist". Albumul a fost nominalizat și la categoria "albumul anului".

## Ordinea pieselor pe disc
1. "Rehab" (Amy Winehouse) (3:35)
2. "You Know I'm No Good" (Winehouse) (4:17)
3. "Me & Mr Jones" (Winehouse) (2:33)
4. "Just Friends" (Winehouse) (3:13)
5. "Back to Black" (Winehouse, Mark Ronson) (4:01)
6. "Love Is a Losing Game" (Winehouse) (2:35)
7. "Tears Dry on Their Own" (Winehouse, Nickolas Ashford, Valerie Simpson) (3:06)
8. "Wake Up Alone" (Winehouse, Paul O'Duffy) (3:42)
9. "Some Unholy War" (Winehouse) (2:22)
10. "He Can Only Hold Her" (Winehouse, Richard Poindexter, Robert Poindexter) (2:46)
11. "Addicted" (Winehouse) (2:46)

## Extrase pe single
- "Rehab" (2006)
- "You Know I'm No Good" (2007)
- "Back to Black" (2007)
- "Tears Dry on Their Own" (2007)
- "Love Is a Losing Game" (2007)
- "Just Friends" (2008)